# Parroquia Urbana San José
La Parroquia Urbana San José es una de las 23 parroquias urbanas de la ciudad de Valencia en Venezuela y una de las 38 parroquias civiles que integran al Estado Carabobo. Su creación tuvo lugar el 21 de diciembre de 1855.
Las primeras zonas urbanizadas en la ciudad comenzaron a aparecer a finales de la década de los cincuenta del siglo XX, con el crecimiento poblacional intempestivo que llevó a la construcción habitacional fuera de la cuadrícula original existente en relación con el Casco Central de Valencia.
Está ubicada al norte-este-oeste del municipio Valencia, haciendo frontera con el Municipio Naguanagua por en dirección norte, conectada además con la Autopista Circunvalación del Este. 
Es la segunda parroquia urbana más importante y poblada de toda el Área metropolitana de Valencia. Así mismo, alberga la mayor parte de las urbanizaciones más lujosas de la ciudad.

## Límites
- Norte: Con el Municipio Naguanagua por una línea recta que partiendo de las calles que demoran al oeste de los Valles de Guataparo, siguiendo por el eje de la calle 161 de la Urbanización Guaparo para seguir por el eje de la avenida Circunvalación Este (La Hispandad), hasta su encuentro con la autopista que conduce a Puerto Cabello y de aquí siguiendo al Norte por el eje de dicha vía hasta el Distribuidor Mañongo, para tomar de aquí hacia el este de la avenida de penetración de dicho distribuidor hasta la fila del cerro donde termina.[2]

- Sur: Con las Parroquias Urbanas Catedral, El Socorro, Miguel Peña y San Blas, por la calle Navas Spinola 107.

- Este: Con el Municipio San Diego, por la fila del Cerro El Trigal.

- Oeste: Con el Municipio Libertador por la fila del Cerro La Cruz, Divortia – Aquarium de los Ríos Tocuyitos y Guataparo.

## Clima
Su temperatura media anual es de 26 °C, con máximo de 32,6 °C y mínima de 18,5 °C, con un promedio de 23,3 °C a la sombra. Su elevación es de 479 m s. n. m. promedio. Como la mayor parte de Venezuela, la parroquia tiene un período de lluvias que va desde mayo a noviembre. El resto del año hay pocas precipitaciones.
| Parámetros climáticos promedio de Valencia, Venezuela       | Parámetros climáticos promedio de Valencia, Venezuela | Parámetros climáticos promedio de Valencia, Venezuela | Parámetros climáticos promedio de Valencia, Venezuela | Parámetros climáticos promedio de Valencia, Venezuela | Parámetros climáticos promedio de Valencia, Venezuela | Parámetros climáticos promedio de Valencia, Venezuela | Parámetros climáticos promedio de Valencia, Venezuela | Parámetros climáticos promedio de Valencia, Venezuela | Parámetros climáticos promedio de Valencia, Venezuela | Parámetros climáticos promedio de Valencia, Venezuela | Parámetros climáticos promedio de Valencia, Venezuela | Parámetros climáticos promedio de Valencia, Venezuela | Parámetros climáticos promedio de Valencia, Venezuela |
| Mes                                                         | Ene.                                                  | Feb.                                                  | Mar.                                                  | Abr.                                                  | May.                                                  | Jun.                                                  | Jul.                                                  | Ago.                                                  | Sep.                                                  | Oct.                                                  | Nov.                                                  | Dic.                                                  | Anual                                                 |
| ----------------------------------------------------------- | ----------------------------------------------------- | ----------------------------------------------------- | ----------------------------------------------------- | ----------------------------------------------------- | ----------------------------------------------------- | ----------------------------------------------------- | ----------------------------------------------------- | ----------------------------------------------------- | ----------------------------------------------------- | ----------------------------------------------------- | ----------------------------------------------------- | ----------------------------------------------------- | ----------------------------------------------------- |
| Temp. máx. media (°C)                                       | 31.1                                                  | 32.2                                                  | 32.2                                                  | 32.2                                                  | 31.1                                                  | 30.0                                                  | 30.0                                                  | 30.0                                                  | 30.6                                                  | 31.1                                                  | 31.1                                                  | 31.1                                                  | 31.1                                                  |
| Temp. mín. media (°C)                                       | 17.2                                                  | 17.8                                                  | 18.9                                                  | 21.1                                                  | 21.7                                                  | 20.6                                                  | 20.0                                                  | 20.0                                                  | 20.0                                                  | 20.0                                                  | 19.4                                                  | 17.8                                                  | 19.5                                                  |
| Precipitación total (mm)                                    | 5.1                                                   | 5.1                                                   | 7.6                                                   | 45.7                                                  | 106.7                                                 | 132.1                                                 | 129.5                                                 | 172.7                                                 | 134.6                                                 | 99.1                                                  | 53.3                                                  | 15.2                                                  | 906.8                                                 |
| Fuente: The Weather Channel Interactive, Inc. Marzo de 2009 |                                                       |                                                       |                                                       |                                                       |                                                       |                                                       |                                                       |                                                       |                                                       |                                                       |                                                       |                                                       |                                                       |

## Transporte

### Calles y Avenidas principales
Las principales calles de la parroquia son: 
- Elevado Los Colorados
- Avenida Bolívar (tramo norte)
- Avenida Andrés Eloy Blanco
- Avenida Río Orinoco
- Avenida Teodoro Gubaira, conocida como Las 4 Avenidas
- Avenida 110
- Avenida 104
- Avenida 107
- Avenida Arturo Michelena
- Avenida La Hispanidad
- Avenida Paseo Cuatricentenario
- Avenida Galicia
- Avenida Paseo Cabriales
- Avenida San José de Tarbes
- Avenida Monseñor Adams
- Avenida Dr. Pérez Carreño
- Avenida Carlos Sanda
- Avenida Principal La Viña (139)
- Avenida Principal de Guataparo
- Avenida Valencia
- Avenida Paseo del Club
- Avenida del Golf
- Calle Auyantepuy
- Avenida Carabobo
- Calle de Los Colegios
- Calle Uslar
- Paseo Cariello
- Calle 137 (entre Paseo Cabriales a 4 Avenidas de Prebo)

### Estaciones de Metro
La tramo central de la línea 1 del Metro de Valencia hace su paso por en esta parroquia, conformándose 6 estaciones accesibles: 
- Est. Rafael Urdaneta: culminada también llamada estación Cámara de Comercio
- Est. Francisco de Miranda:terminada, originalmente llamada Rectorado
- Est. Negra Hipólita: (en construcción) o Los Sauces
- Est. Josefa Camejo: (en construcción) o El Viñedo
- Est. Girardot: (en construcción) o Majay
- Est. Tacarigua: (en construcción) o Guaparo

Cursiva, nombre original de la estación

## Plazas Públicas
En la parroquia San José encontramos algunas plazas públicas para el disfrute de los ciudadanos:
- Plaza La Marsellesa - Urbanización Trigal Sur, Calle Camoruco.
- Plaza José Martí (Los Cubanos) – Urbanización Trigal Sur, entre Calle Los Pardillos y Calle Cañafistolos.
- Plaza Monseñor Luis Eduardo Henríquez – Urbanización Trigal Centro, Calle Pocaterra.
- Plaza La Vacante – Urbanización Trigal Centro, Avenida El Parque con Avenida Pocaterra.
- Plaza de La Amistad – Urbanización Trigal Norte, Avenida Mediterráneo con Calle Venus y Avenida Atlántico.
- Plaza y Parque Las Clavellinas – Urbanización Trigal Norte, Avenida Las Clavellinas y Calle Los Tulipanes.
- Plaza El Trigal – Urbanización Trigal Norte, Avenida Mañongo con Calle Apolo.
- Plaza y Canchas Deportivas Trigal Norte – Urbanización Trigal Norte, Avenida Mañongo con Calle Libra.
- Plaza Parque Capricornio – Urbanización Trigal Norte, Calle Capricornio con Avenida Salvador Feo La Cruz.
- Plaza Parque Dr. Luis Pérez Carreño – Urbanización Las Chimeneas, Avenida Arturo Michelena y Avenida 90.
- Plaza Parque Guaparo – Urbanización Guaparo, Avenida Dr. Luis Pérez Carreño (Avenida Los Colegios).
- Plaza Montes de Oca - Urbanización Guaparo, entre Avenida Dr. Luis Pérez Carreño (Avenida Los Colegios) y Avenida Bolívar.
- Plaza Monseñor Adams (Plaza El Viendo) – Sector El Viñedo, Avenida Bolívar.
- Plaza Humberto Celli Urbanización El Viñedo,  Avenida Monseñor Adams con Calle 106.
- Plaza Prebo II – Urbanización Prebo, Avenida 112 con Calle 141-B.
- Plaza Parque El Parral – Urbanización EL Parral, Avenida 119 (Las Cuatro Avenidas) con Avenida Rio Orinoco.
- Plaza y Parque Recreacional Los Paraísos – Urbanización Sabana Larga, Avenida 107.
- Plaza y Parque Recreacional Los Mangos – Urbanización Los Mangos, Avenida 110.
- Plaza El Bosque – Urbanización EL Bosque, Avenida La Ceiba y Calle 110.
- Plaza Los Nísperos – Urbanización Los Nísperos, Calle 111.
- Plaza y Parque Fernando Peñalver – Avenida Paseo Cabriales.
- Plaza Las Tres Marías – Sector Camorúco, Calle 136.
- Plaza Dr. Fabián de Jesús Díaz – Urbanización Prebo, Avenida Andrés Eloy Blanco con Calle 130.
- Plaza Andrés Eloy Blanco – Urbanización Santa Cecilia, Avenida Andrés Eloy Blanco con Calle 123.

## Iglesias Católicas de la Parroquia San José
La Parroquia San José del Municipio Valencia cuenta con Iglesias Católicas, distribuidas en todo su espacio territorial, ellas son:
- Templo de las Siervas del Santísimo - Calle Navas Espínola C/C Calle Urdaneta.
- Iglesia Santísima Trinidad - Avenida Rotaria. Urbanización Lomas del Este
- Iglesia San José - Calle Flores, entre Calle Díaz Moreno y Calle Montes de Oca.
- Iglesia La Ascensión del Señor - Urb. Agua Blanca, Calle Mujica.
- Iglesia La Purísima - Avenida Andrés Eloy Blanco.
- Iglesia San Antonio – Urb. Prebo, Av. 110. (En esta iglesia se imparten misas en idioma italiano)
- Iglesia Inmaculada Corazón de María – Urb. El Viñedo, Av. Bolivar.
- Capilla Residencias Cristo Rey – Urb. Guaparo, Av. Luis Pérez Carreño (Calle Los Colegios).
- Iglesia La Asunción y Santa Rita – Urb. Trigal Centro, Av. Zuloaga.

## Educación
```
Colegio 
```

Colegio del sector privado.
Universidad 
Universidad del sector privado.

## Organismo público
```
Fiscalía 
```

## Salud
- Cruz Roja